# Јован Драгослав
Драгослав или Јован Драгослав (први пут поменут 1290, умро после 1315) је био српски племић који је носио титулу казнаца, а затим великог казнаца, служећи Стефана Милутина (1282 – 1321). Припадао је генерацији српских племића раног 14. века. 
Био је ктитор Цркве Богородице Одигитрије у Мушутишту коју су 1999. уништили припадници албанске териористичке милиције ОВК. 